# Вишневецкий поселковый совет
Вишневецкий поселковый совет (укр. Вишнівецька селищна рада) — входит в состав
Збаражского района
Тернопольской области
Украины.
Административный центр поселкового совета находится в
пгт Вишневец.

## История
- 1940 — дата образования.

## Населённые пункты совета
- пгт Вишневец
- с. Загородье